# Frontopsylla rotunditruncata
Frontopsylla rotunditruncata är en loppart som beskrevs av Cai Liyun et Liu Chiying 1985. Frontopsylla rotunditruncata ingår i släktet Frontopsylla och familjen smågnagarloppor. Inga underarter finns listade i Catalogue of Life.